# Graceland Cemetery
Der Graceland Cemetery ist ein privater Friedhof in Chicago im US-Bundesstaat Illinois. Er wurde ab 1860 im nördlichen Stadtteil Uptown im Stil eines englischen Landschaftsgartens angelegt und ist seit Januar 2001 im National Register of Historic Places als Historic District eingetragen. Zahlreiche bedeutende Persönlichkeiten fanden auf diesem Friedhof ihre letzte Ruhestätte.

## Lage und Geschichte
Der Graceland Cemetery befindet sich nördlich des Stadtzentrums von Chicago im Stadtteil Uptown. Er wird im Osten begrenzt von der Bahnstrecke der Purpe Line und der Red Line der Chicago Elevated, beziehungsweise dem seit Anfang der 1990er Jahre davor verlaufenden schmalen Challenger Park. An der südlichen Friedhofsgrenze verläuft die W. Irwing Park Road, im Westen die N. Clark Street und im Norden die W. Monroe Avenue. Der Haupteingang ist an der N. Clark Street Nr. 4001. Die nahe gelegene Stadtbahn diente zu Beginn des 20. Jahrhunderts als wichtiges Transportmittel für die Trauernden und besondere Trauerwagen konnten von den Hinterbliebenen gemietet werden. Ein früher vorhandener direkter Zugang von der Chicago Elevated zum Graceland Cemetery besteht heute nicht mehr.
Mit einer Fläche von etwa 49 Hektar (121 Acre) gehört der Graceland Cemetery zu den drei großen Friedhofsanlagen, die im 19. Jahrhundert außerhalb des Stadtzentrums angelegt wurden. Die anderen beiden großen Friedhöfe sind der nördlich des Graceland Cemetery gelegene Rosehill Cemetery und im Süden von Chicago der Oak Woods Cemetery. In der Nachbarschaft des Graceland Cemetery befindet sich der südlich der W. Irwing Park Road gelegene protestantische Wunder’s Cemetery an dem sich der jüdische Hebrew Benevolent Society Cemetery (auch Jewish Graceland genannt) anschließt. Der katholische Saint Boniface Cemetery liegt vier Häuserblocks nördlich des Graceland Cemetery.
Der 1860 begründete Graceland Cemetery entwickelte sich erst nach dem Großen Brand von Chicago 1871 zu einer bedeutenden Begräbnisstätte. Zuvor befand sich der wichtigste Friedhof der Stadt auf dem Gelände des heutigen Lincoln Park. Dieser alte Friedhof wurde nach 1871 aufgegeben und einige der dort Begrabenen auf den Graceland Cemetery umgebettet. Im Lincoln Park erinnert nur noch das verbliebene Couch-Grabmal an die frühere Nutzung als Friedhof.

## Gestaltung und bedeutende Grabmäler

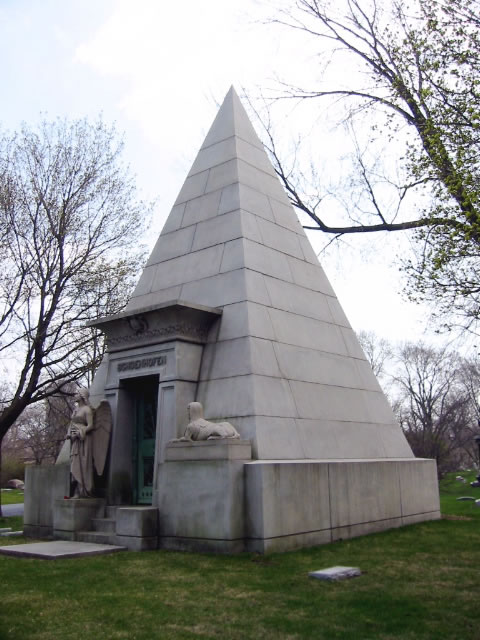
Pyramide als Grabdenkmal für den Brauereibesitzer Peter Schoenhofen

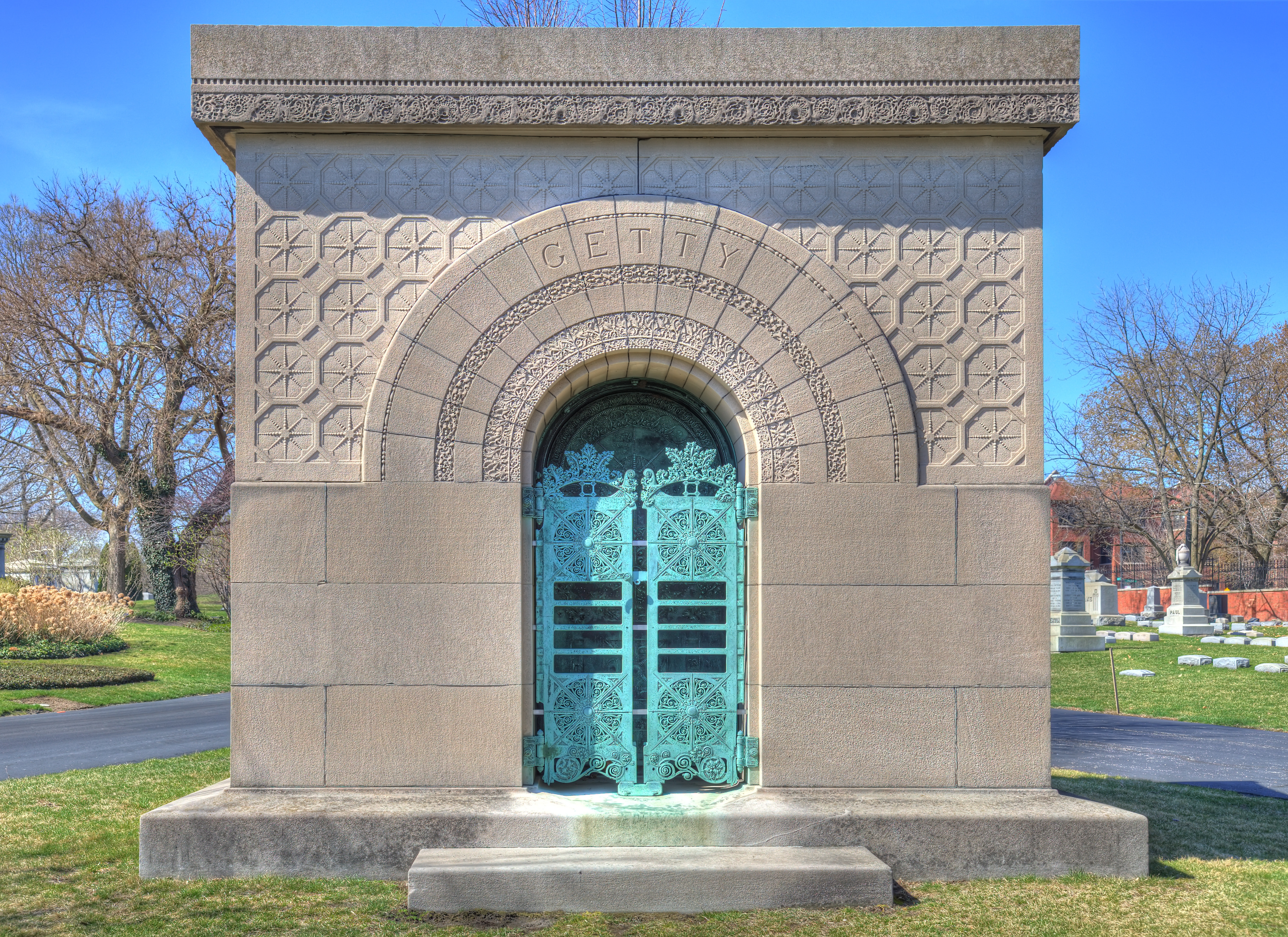
Getty-Mausoleum für Carrie Eliza Getty, Entwurf von Louis Sullivan, 1890

Die Gestaltung des Graceland Cemetery erfolgte durch verschiedene Landschaftsgärtner. Der erste Entwurf aus dem Jahr 1861 stammte von Swain Nelson, William Saunders, einen überarbeiteten Plan lieferte 1870 Horace Cleveland, gefolgt von Änderungen durch John Cole 1878. Ebenfalls aus dem Jahr 1878 stammt der finale Entwurf von William Le Baron Jenney und Ossian Cole Simonds. Statt einer bis dahin üblichen Aneinanderreihung von Steingräbern entstand eine Parklandschaft mit geschwungenen breiten Straßen, einem See, zahlreichen Bäumen und Rastplätzen für die Besuchern an. Die Gräber sind in diese Landschaft integriert und teils als Grabplatten in den Rasenflächen sichtbar, teils beherrschen sie als imposante Grabdenkmäler oder Mausoleen die Anlage. Die Friedhofskapelle entwarfen die Architekten William Holabird und Marti Roche 1888 mit Satteldach und Granitfassade im Stil des britischen Arts and Crafts Movement.
Der Graceland Cemetery weist eine große Vielfalt an Baumarten auf. Hierzu gehören Amberbäume, Amerikanische Gleditschie, Amerikanische Linde, Amerikanische Platane, Amur-Korkbaum, Apfelbäume, Digger-Kiefer, Echte Trauerweide, Eschen-Ahorn, Gelbe Eiche, Gemeine Fichte, Geweihbaum, Gewöhnliche Robinie, Ginkgo und Götterbaum. Hinzu kommen Hickory, Hopfenbuchen, Japanischer Flieder, Judasbäume, Kaki, Kornelkirsche und Maulbeeren. Zudem gibt es  Ohio-Rosskastanie, Prächtiger Trompetenbaum, Rosskastanien, Rotbuche, Roteiche, Sassafras, Sauerkirsche, Schwarznuss, Silber-Ahorn und Silber-Pappel. Weitere Baumarten sind Spitzahorn, Stern-Magnolie, Stieleiche, Sumpf-Eiche, Tulpenbäume, Urweltmammutbaum, Virginische Traubenkirsche, Zucker-Ahorn und Zürgelbäume.
Zu den bedeutenden Monumenten gehört die Grabstätte des Immobilienunternehmers Potter Palmer und seiner Frau Bertha Honoré Palmer mit einer von der Antike inspirierten Tempelarchitektur. Eine einzelne korinthische Säule ragt über der Grabanlage des Schlafwagenherstellers George Mortimer Pullman. Im ägyptisierenden Stil ist das Schoenhofen Pyramid Mausoleum für den Bierbrauer Peter Schoenhofen gehalten. Der Entwurf hierzu stammt von dem Architekten Richard E. Schmidt. Ebenfalls an eine Pyramide erinnert das Martin Ryerson Mausoleum für den Bankier Martin L. Ryerson. Der Entwurf hierfür lieferte der Architekt Louis Sullivan, der ebenfalls auf dem Friedhof ruht. Das Getty-Grabmal für Carrie Eliza Getty, Frau eines Holzhändlers, ist ein weiterer bedeutender Entwurf von Louis Sullivan auf dem Graceland Cemetery.
Darüber hinaus gibt es auf dem Friedhof zwei bekannte Skulpturen des Bildhauers Lorado Taft. Die Figur der Eternal Silence schmückt das Grab von Dexter Graves. Sein Grab befand sich ursprünglich auf dem alten Friedhof der Stadt, dem heutigen Lincoln Park. Die zweite Skulptur von Taft ist die Ritterfigur The Crusader, die sich über dem Grab des Zeitungsverlegers Victor Lawson erhebt. Zudem sind auf dem Friedhof zahlreiche Opfer des Brandes im Iroquois Theater von 1903 begraben.

## Bestattete Persönlichkeiten

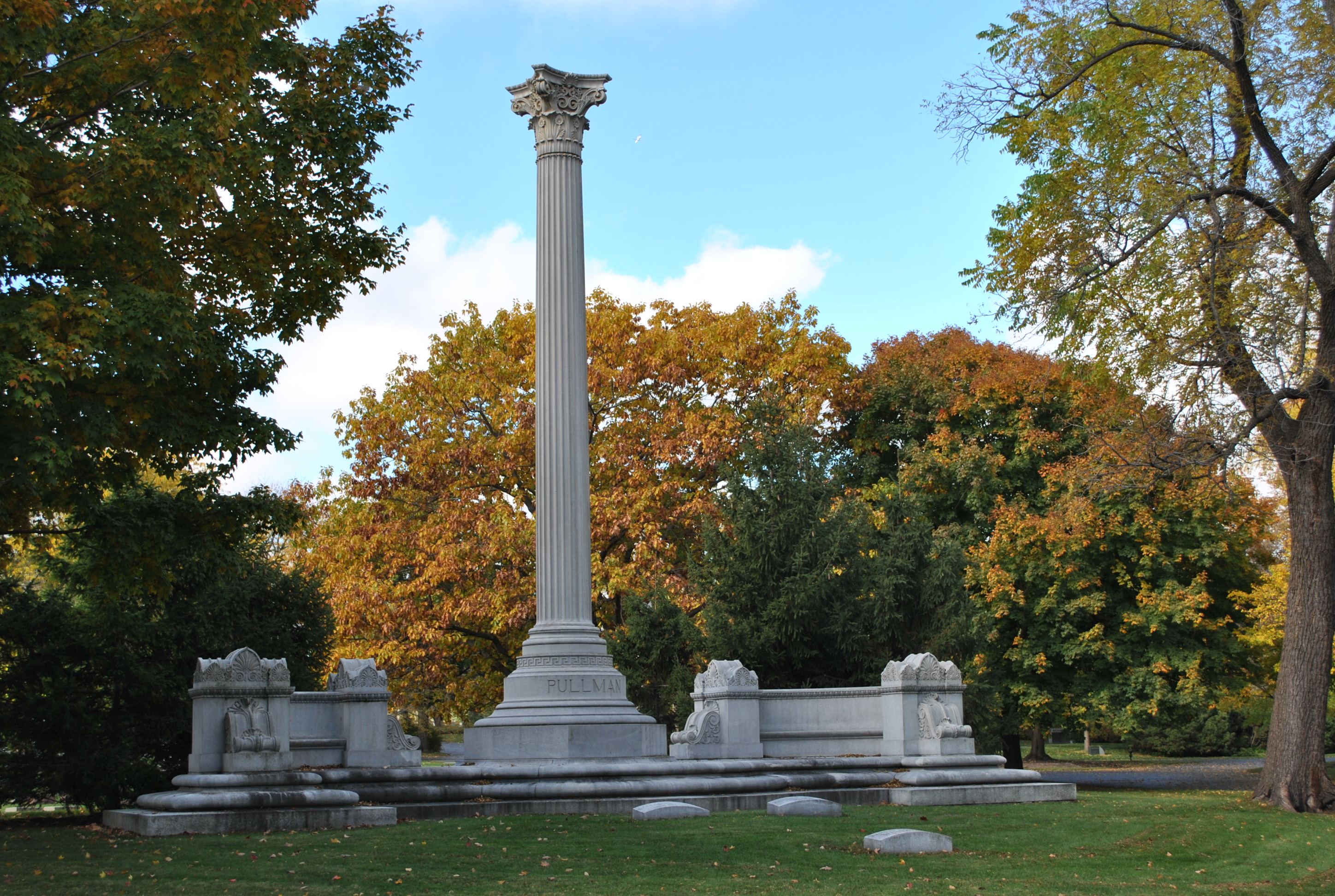
Grabmal für George Pullman

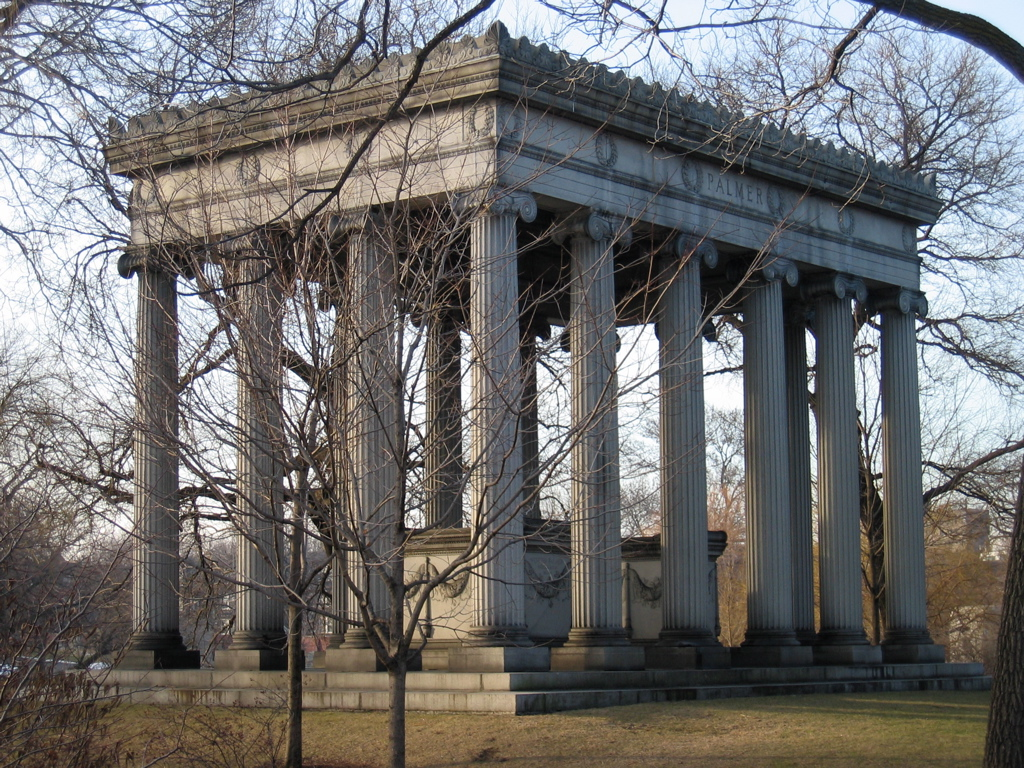
Mausoleum für Potter Palmer und Bertha Honoré Palmer

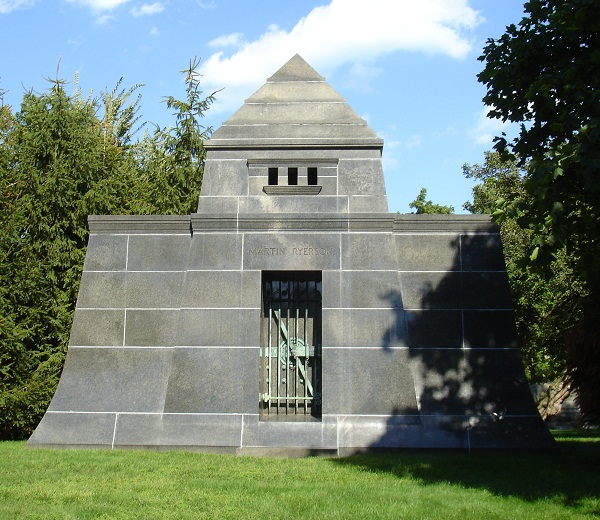
Mausoleum für Martin L. Ryerson, Entwurf Louis Sullivan, 1889

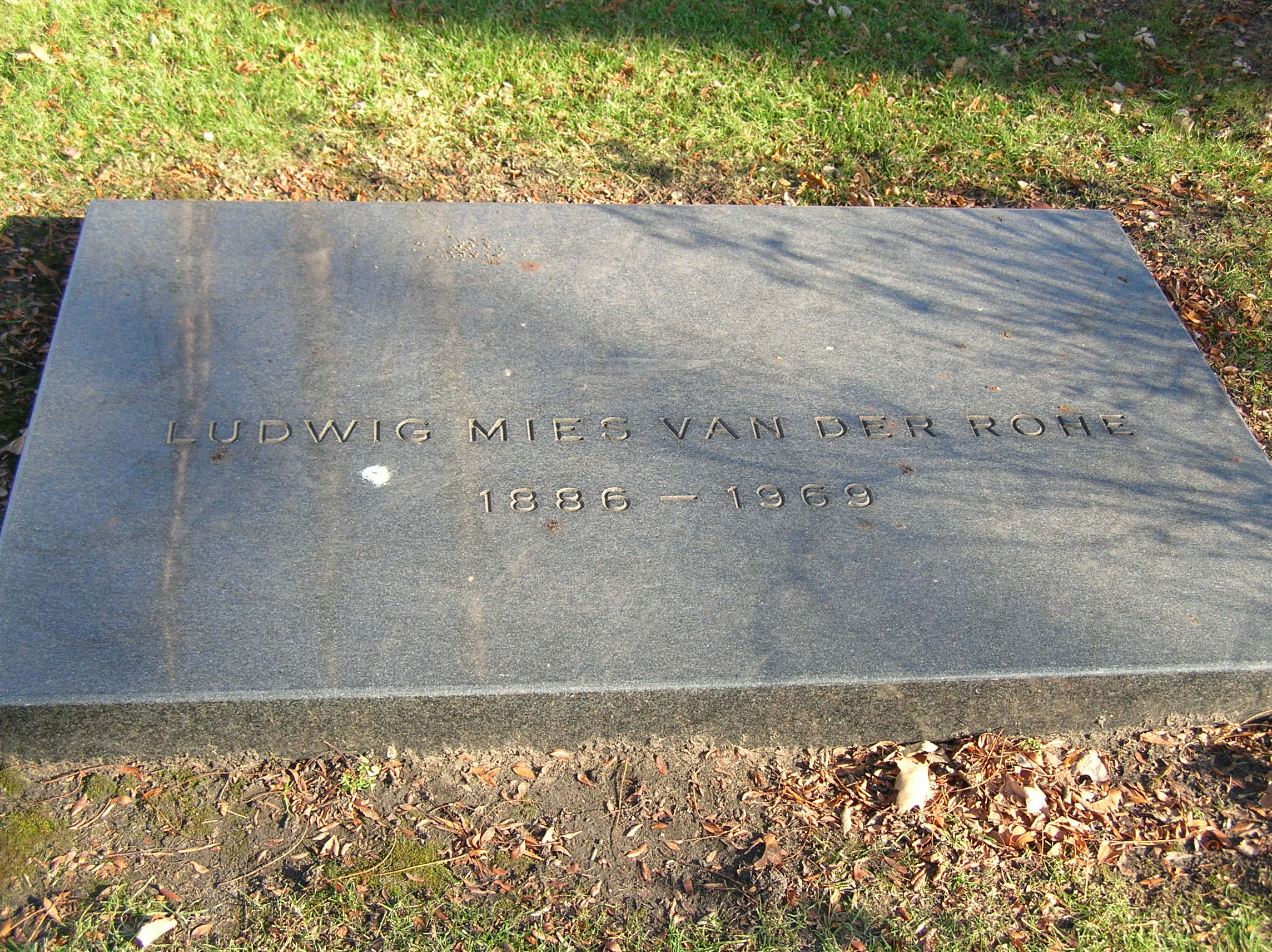
Grabplatte für Ludwig Mies van der Rohe

- David Adler (1882–1949), Architekt
- Walter Webb Allport (1824–1893), Zahnarzt
- John Peter Altgeld (1847–1902), Gouverneur des Bundesstaates Illinois
- Philip Danforth Armour (1832–1901), Unternehmer
- Ernie Banks (1931–2015), Baseballspieler der Chicago Cubs
- Frederic Clay Bartlett (1873–1953),  Künstler und Kunstsammler
- Mary Hastings Bradley (1882–1976), Schriftstellerin
- Lorenz Brentano (1813–1891), Kongressabgeordneter, Konsul in Dresden
- Doug Buffone (1944–2015), American-Football-Spieler
- Daniel H. Burnham (1946–1912), Architekt
- Fred A. Busse (1866–1914), Bürgermeister von Chicago
- Justin Butterfield (1790–1855), Anwalt
- Annie Swan Coburn (1856–1932), Kunstsammlerin und Mäzenin
- William Deering (1826–1913), Landmaschinenunternehmer
- Charles Deering (1852–1927), Unternehmer
- James Deering (1859–1925), Unternehmer und Kunstsammler
- Augustus Dickens (1827–1866), Bruder des Schriftstellers Charles Dickens
- Roger Ebert (1942–2013), Filmkritiker
- Emil Eitel (1865–1948), Hotel- und Gastronomie-Unternehmer in Chicago
- George Elmslie (1869–1952), Architekt
- John Jacob Esher (1823–1901), Bischof der Evangelischen Gemeinschaft
- Marshall Field (1834–1906), Kaufhausgründer
- Bob Fitzsimmons (1863–1917), Boxer
- Melville W. Fuller (1833–1910), Oberster Richter der Vereinigten Staaten
- Elbert H. Gary (1846–1927), Anwalt und Mitbegründer des Konzerns US Steel
- Bruce Goff (1904–1982), Architekt
- Sarah E. Goode (1855–1905), erste Afroamerikanerin, die ein Patent erhalten hat.
- Bruce J. Graham (1925–2010), Architekt
- Carter Harrison, Sr. (1825–1893), Bürgermeister von Chicago
- Carter Harrison, Jr. (1860–1953), Bürgermeister von Chicago
- Herbert E. Hitchcock (1867–1958), US-Senator für South Dakota
- William Holabird (1854–1923), Architekt
- Henry Honoré (1824–1916), Immobilienunternehmer
- William Hulbert (1832–1882), Mitbegründer der National League (Baseball)
- Charles L. Hutchinson (1854–1924), Unternehmer und Gründungspräsident des Art Institute of Chicago
- William Le Baron Jenney (1832–1907), Architekt
- Elmer C Jensen (1870–1955), Architekt
- Jack Johnson (1878–1946), Boxer, als erste Afroamerikaner Weltmeister im Schwergewicht
- Fazlur Khan (1929–1982), Bauingenieur und Architekt
- William Wallace Kimball (1828–1904), Unternehmer und Begründer der Kimball International
- John Kinzie (1763–1828), Pelzhändler und erster europäischer Siedler in Chicago
- Cornelius Krieghoff (1815–1872), Maler
- Bryan Lathrop (1844–1916), Unternehmer und Kunstsammler
- Robert Henry Lawrence Jr. (1935–1967), Pilot
- Victor F. Lawson (1850–1925), Zeitungsverleger
- Frank Orren Lowden (1861–1943), Gouverneur von Illinois
- Marion Mahony Griffin (1871–1961), Architektin
- Alexander C. McClurg (1832–1901), General
- Cyrus McCormick (1809–1884), Landmaschinenunternehmer
- Edith Rockefeller McCormick (1872–1932), Mäzenin
- Nancy Fowler McCormick (1835–1923), Mäzenin
- Joseph Medill (1823–1899), Zeitungsverleger und Bürgermeister von Chicago
- Ludwig Mies van der Rohe (1886–1969), Architekt
- László Moholy-Nagy (1895–1946), Maler
- Dawn Clark Netsch (1926–2013), Politikerin
- Walter Netsch (1920–2008), Architekt
- Richard Nickel (1928–1972), Fotograf
- Ruth Page (1899–1991), Tänzerin und Choreographin
- Bertha Honoré Palmer (1849–1918), Unternehmerin, Kunstsammlerin und Mäzenin
- Francis W. Palmer (1827–1907), Verleger und Politiker
- Potter Palmer (1826–1902), Immobilienunternehmer
- Allan Pinkerton (1819–1884), Detektiv
- George Pullman (1831–1897), Unternehmer
- Hermann Raster (1827–1891), Chefredakteur der Illinois Staats-Zeitung
- John Wellborn Root (1850–1891), Architekt
- Howard Van Doren Shaw (1869–1926), Architekt
- Louis Sullivan (1856–1924), Architekt
- Charles H. Wacker (1856–1929), Brauereiunternehmer
- Kate Warne (1833–1868), erste weibliche Detektivin der Vereinigten Staaten
- Daniel Hale Williams (1856–1931), Arzt